# 月光嘉年華
《月光嘉年華》（月光のカルネヴァーレ）是Nitro+於2007年1月26日發售的日本成人遊戲。其後衍生出漫畫和小說，漫畫先在Champion RED 草苺連載，後移至月刊Champion RED2007年4月號至2008年2月號，單行本全兩卷。小說則由小學館Gagaga文庫發售，全三卷。

## 概要
哥德色調的灰暗系ADV。以美女（人偶）與野獸（人狼）為宣傳口號，展開人狼主角羅密歐（Romeo）和自動機械人偶安娜（Anna）為中心，圍繞犯罪組織鮮紅足印（Orma rossa）和對魔特殊部隊鳥兜（Luparia）的故事。

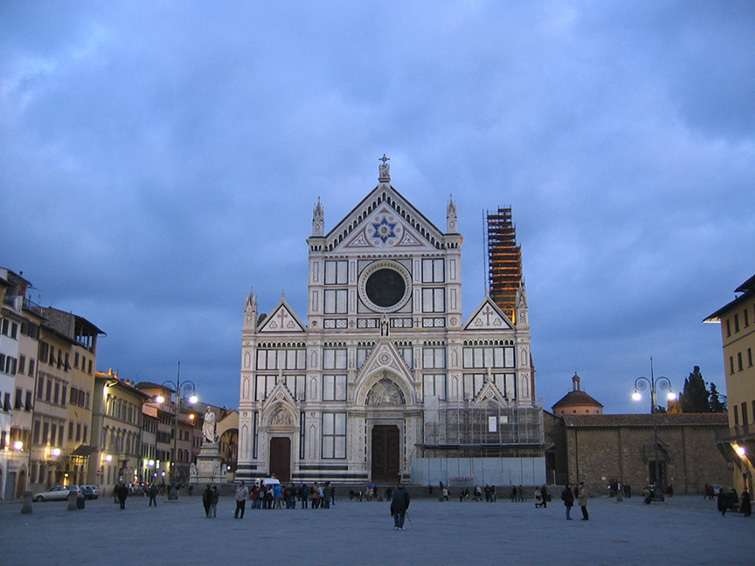
佛羅倫斯的聖十字廣場，遊戲一開始的場景。

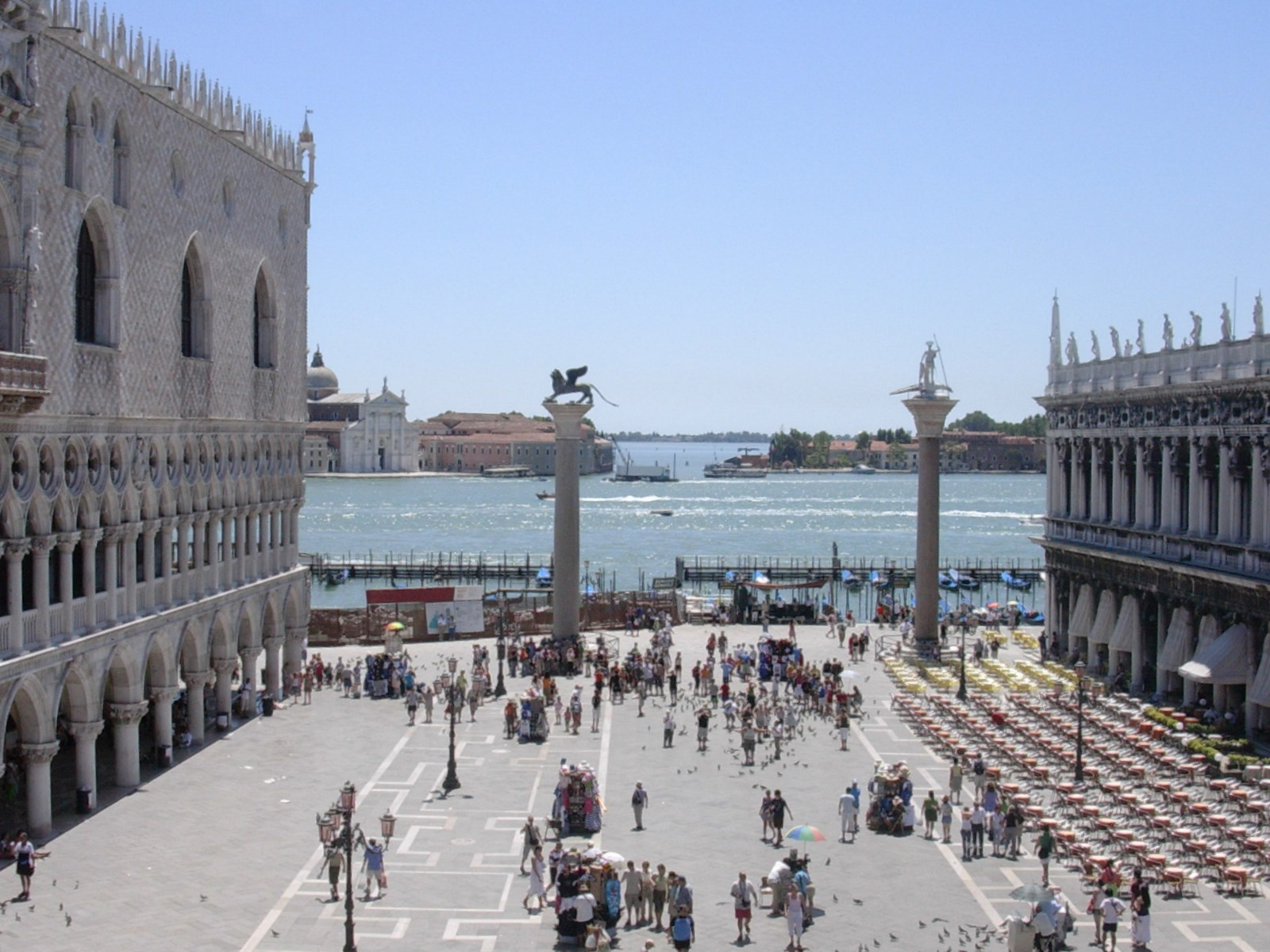
威尼斯的聖馬可廣場，會出現於遊戲後期。

遊戲中的背景絕大部分實地取自意大利的佛羅倫斯、錫耶納和威尼斯，文中的專有名詞不少都是意大利文，如遊戲標題「CARNEVALE DELLA LUCE DELLA LUNA」，和部分拉丁文。故事中亦引用不少歐洲18世紀的歷史，如數位實際存在的歷史人物。

## 故事簡介
歷史城市貝爾蒙（Belmont），是世上存在最多自動機械人偶（Automata）的人偶生產地，在貝爾蒙中任何地方幾乎也可以見到自動機械人偶和觀光客。而主角羅密歐（Romeo）在一年前，捨棄了過去的同伴來到貝爾蒙。偶然垃圾棄置所發現一台金髮的自動機械人偶，感到和自己的遭遇相似，帶到日爾曼諾（Germano）的工房修好後，命名為安娜（Anna），並過著平平無奇但還不錯的生活。然而他以前所屬的組織開始要求他歸回……

## 登場人物
羅密歐（Romeo，聲優：香山道伸）
現時居住在貝爾蒙的重度煙民。為了還清修好安娜（Anna）的費用而當上的士司機，但服務態度差勁，還是嚴重的認路白痴。而實際上在一年前是成員皆為人狼的犯罪組織鮮紅足印（Orma rossa）的殺手，因某事件而脫離組織。以前的武器是銀刀鉤爪（Granfia），現在是伊爾嫚（Iruma）留下的信物，銀製戒指「希望（Espero）」以增強拳擊威力。
安娜（Anna，聲優：雅姬乃）
一年前在垃圾棄置所被羅密歐拾回家的失憶古董自動機械人偶，瞳石是紫水晶。由羅密歐帶到日爾曼諾（Germano）的工房修好後，與羅密歐同住，並在日爾曼諾的工房幫忙。經常唱著走調的曲子，記憶也不太好，基本上是個笨蛋。知道羅密歐的身分。
諾埃爾（Noel，聲優：成瀨未亞）
非法流通麻藥的童黨成員，覺得女生在童黨中不會有地位而女扮男裝。其後被羅密歐救走，為了報答而在工作上幫忙羅密歐，因以前父母的關係而精通歷史而擔當旅客導遊。
日爾曼諾（Germano，聲優：牛柳龜三）
經營日爾曼諾工房的機械工，亦精通自動機械人偶和鍊金術的知識。表面上看似不喜歡羅密歐，但一直照料他，對安娜如孫女般，有時對自動機械人偶甚至比對人類好。為人十分害羞，就算是一句謝謝，也會害羞得面紅。知道羅密歐的身分。年齡是個謎團，過去的身份似乎是某知名的鍊金術士。

### 鮮紅足印
鮮紅足印（Orma rossa），支配意大利北部的人狼黑手黨，但禁止食人及使用或流通毒品。
蕾貝卡（Rebecca，聲優：奥田香織）
組織幹部，西爾維奧（Silvio）的愛人。以前和羅密歐、西爾維奧是三人搭檔，並仰慕羅密歐。擅長射撃，平時使用銀彈手槍，近距離時是腿擊。極喜愛甜食，對她來說蛋糕才是主餐。
瓦倫蒂諾（Valentino，聲優：祭大!）
約200歲的組織首領，200年前與鳥兜制訂協定（Alleanza）的發起人，不論組織内外甚至到政治層面也有很高的人望。武器是銀拐杖。
古列爾莫（Guglielmo，聲優：一條和矢）
組織顧問。冷靜沈著，凡事以組織利益為先。羅密歐的師父。武器是銀刀方尖塔（Aguglia）。
西爾維奧（Silvio，聲優：松上九郎左衛門）
組織副首領。瓦倫蒂諾的兒子，以前也是羅密歐的朋友。性格直率易怒，自知自己的器量不適合承繼下一代首領。武器是銀刀貝斯克（Bescu），刀身上刻有的「BESCU BEREBESCU BAZAGRA」是咀咒咒文。
卡梅爾（Carmelo，聲優：保村真）
西爾維奧手下，毒品中毒者，人狼的血統得自西爾維奧，基本上是個笨蛋。武器是大刀、電鋸、電動切割器（非銀製）。
馬坎東尼歐（Marcantonio，聲優：佐佐木大輔）
支配威尼斯的組織幹部，性格溫厚。
少年僕人
於組織總部工作的人狼少年，父母是組織幹部。

### 鳥兜

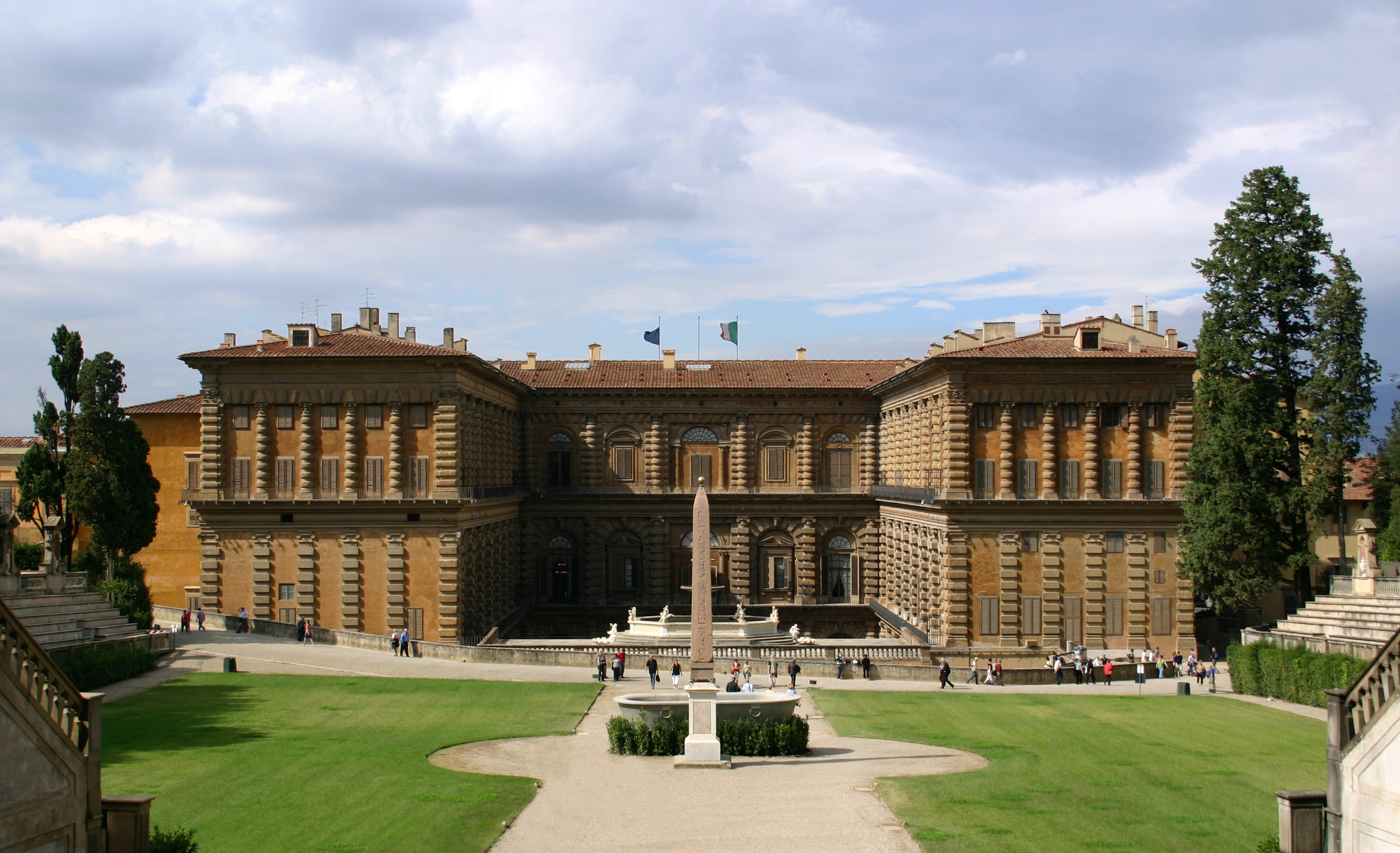
鳥兜管轄下的諾維拉公園 (ノヴェッラ庭園, Novella Garden)的藍本來自彼提宮和波波里花園。

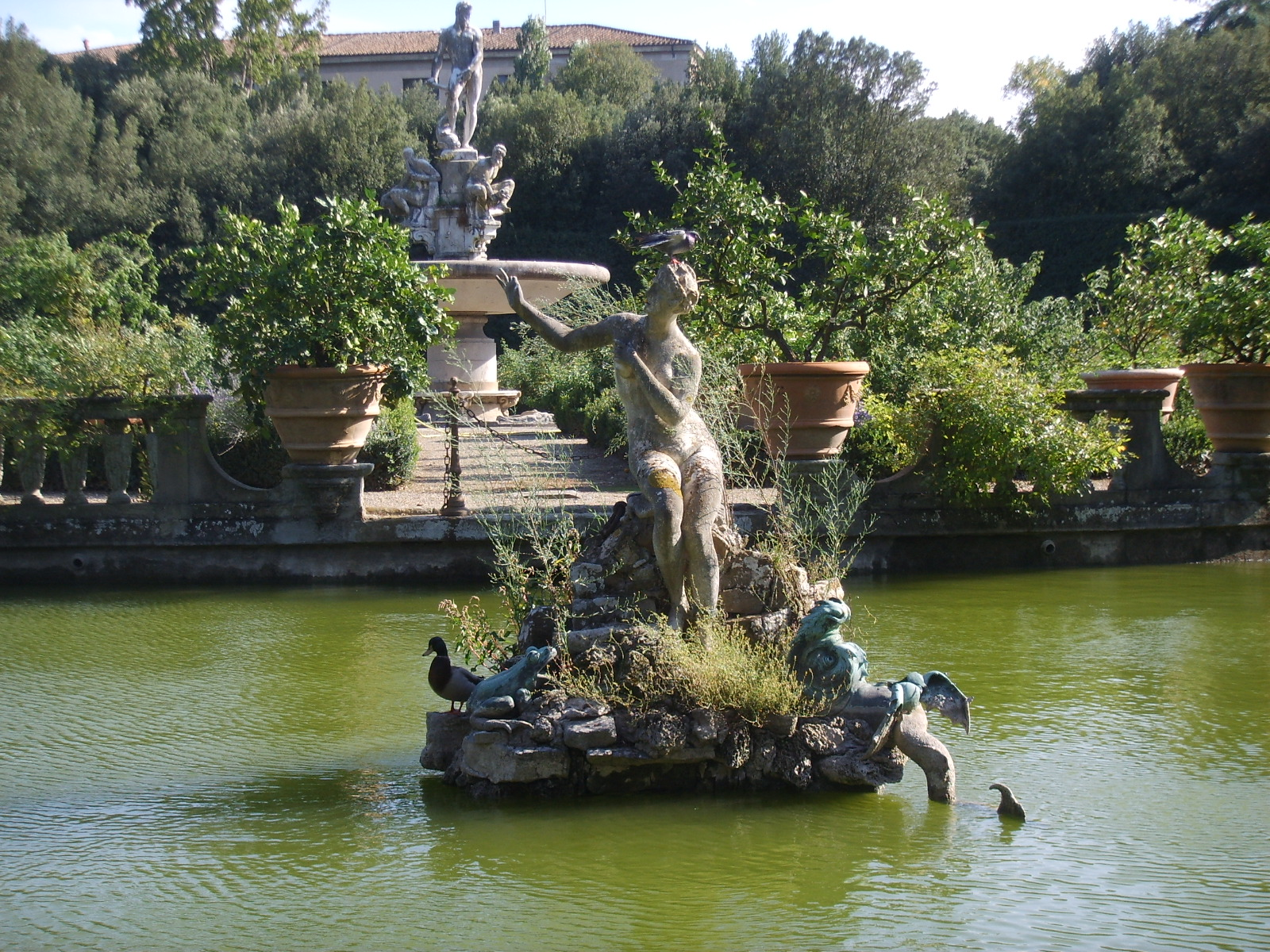
諾維拉公園內部的藍本也是來自波波里花園。

鳥兜（Luparia），教煌廳對魔特殊部隊。擁有對人狼用兵器自動機械人偶，除了鮮紅足印，影響力更大至教煌廳。
艾莉絲（Iris）
蛋白石瞳石的古董「銀幣」自動機械人偶，性格天真，但不分善惡。總是抱著兔子玩偶古尼奧（Curio），武器是銀盤和以鍊金術令對方見到恐怖幻覺的玩偶內裝音樂盒。喜歡佩雷拉（Perla）。
佩雷拉（Perla，聲優：新内紀里）
珍珠瞳石的古董「銀幣」自動機械人偶，無表情、冷靜、殘酷。能夠以鍊金術操縱時間，武器是內藏刀刃的銀製懷錶（Saponetta）。仰慕安娜。
科爾娜利娜（Cornalina）
紅玉髓瞳石的古董「銀幣」自動機械人偶，貴婦般的外表和性格。憎恨庇護（Pius），討厭露娜利亞（Lunaria）。平時以大量的等身銀製棋子（Scacco）戰鬥，自身戰鬥時的武器是銀扇。
庇護（Pius，聲優：皇帝）
鳥兜總監，200年來一直憎恨著瓦倫蒂諾，累積長年的仇恨，已失去人性。

### 人偶馬戲團Circenses
人偶馬戲團Circenses，100年前已在歐洲各地表演的自動機械人偶馬戲團。
露娜利亞（Lunaria）
月長石瞳石的古董「銀幣」自動機械人偶，馬戲團中的壓軸表演員。使用鍊金術做出違反物理的動作，也會用雙馬尾髮夾當作人偶劇道具。討厭現在的主人達維德（Davide），妒忌羅密歐和安娜不需「戒指」的主從關係。高壓的性格，言語尖銳，經常作弄羅密歐。對有興趣的事非常熱情，反則完全地冷漠。武器是銀製髮夾命運女神帕爾卡（Parca）和銀絲。
達維德（Davide，聲優：比留間京之介）
馬戲團團長。外表怪異、口調奇特，完完全全的怪人，溺愛著露娜利亞。操縱手搖風琴使用鍊金術。

### 其他
伊爾嫚（Iruma）
羅密歐過去的情人，極普通的寶石店女性店員。
保羅（Paolo，聲優：秋山樹）
受歡迎的國民性警官，總是拿著酒瓶。原本是擔當毒品搜索，後因調查專出沒於滿月的連續殺人而調至貝爾蒙。
卡廖斯特羅（Cagliostro）
錬金術士。200年前因庇護的命令而和瑞士鐘錶匠皮耶·賈桂·道茲（Pierre Jaquet-Droz）一同使用鍊金術製作出最初的五台「銀幣」自動機械人偶。
法比奧（Fabio）
少年童黨領袖。
比查（Bice，聲優：由貴惠）
運送毒品的厚化妝重香水的中年女性。
沃爾普他（Volpetta）
安娜的朋友，自動機械人偶妓女。
佛朗哥（Franco）
保羅的上司。

## 用語和設定
貝爾蒙（Belmont）
藍本主要來自佛羅倫斯，意大利北部的架空城市，40萬人口，住有最世界最多的2000台自動機械人偶，被稱為童話般的旅遊勝地。
人狼
滿月時難以抵抗變為半人半狼，並會失去理性，憑本能滿足食人等的慾望。除了血統直接遺傳，普通人類飲下人狼的血會變為人狼。就算是維持在人類外貌時的人狼，也擁有大大超越人類的身體能力。傷口回復力極高，如被割喉後可以數秒內回復，但被銀製或被祝福過的物品傷及，將會感到不能和普通武器比較的激痛，回復該傷口的速度會和普通人類相若。另外又比人類長壽，持續食人的話更是不老不死。
自動機械人偶（Automata）
眼是寶石、血是水銀、心是圓筒。約200年前由鍊金術士卡廖斯特羅和瑞士鐘錶匠皮耶·賈桂·道茲共同以鍊金術創造，幾乎和人類難以分辨的機械。最初五台自動機械人偶稱為「銀幣，但隨著鍊金術的失傳，現在只能制作無自我意識的電動式仿製品。瞳石會和「戒指」一起從同一寶石同一鍊成方式製作，自動機械人偶不能反抗擁有該戒指的主人的命令，否則圓筒會慢慢崩壞。

## 音樂
主題曲、插入曲「嘆息的人偶」
歌：YoKo，作詞：江幡育子，作曲、編曲：YoKo
插入曲「獻給月下」
歌：小野正利，作詞：江幡育子，作曲、編曲：磯江俊道
結尾曲「毋忘此生」
歌：渡邊和弘，作詞：江幡育子，作曲、編曲：磯江俊道
結尾曲「幻燈」
歌：伊藤香奈子，作詞：伊藤香奈子，作曲、編曲：立花泰彥

### 原聲帶
| 編號 | 標題                                       | 中文譯名                      |
| ---- | ------------------------------------------ | ----------------------------- |
| 01   |                                            | 幻燈 音樂盒版本               |
| 02   | Belmont                                    | 貝爾蒙                        |
| 03   | Ingranaggio                                | 齒輪                          |
| 04   | La Bella e la Bestia                       | 美女與野獸                    |
| 05   | Fiaba -Organ Ver.-                         | 童話 風琴版本                 |
| 06   | Fossetta                                   | 笑窩                          |
| 07   | Ombra                                      | 影子                          |
| 08   | Fra Scilla e Cariddi                       | 腹背受敵                      |
| 09   | Cicerone                                   | 西塞羅                        |
| 10   | Pisolino                                   | 午睡                          |
| 11   | Lazzo                                      | 笑話                          |
| 12   | Cortina                                    | 科爾蒂納                      |
| 13   | Lume                                       | 燈火                          |
| 14   | Orcus                                      | 奧庫斯                        |
| 15   | Incubo                                     | 惡夢                          |
| 16   | La Specola                                 | 觀望台                        |
| 17   | Lupi                                       | 狼群                          |
| 18   | Orme                                       | 足印                          |
| 19   | Entrare                                    | 入口                          |
| 20   | Danza Macabra                              | 死之舞                        |
| 21   | Fiaba                                      | 童話                          |
| 22   | Cilindro                                   | 圓筒                          |
| 23   | Parca                                      | 帕爾卡                        |
| 24   |                                            | 嘆息的人偶 音樂盒版本         |
| 25   | Marching Grass On The Hill -Toscana Ver. - | 山中行進的野草 -托斯卡納版本- |
| 26   | Fratello                                   | 兄弟                          |
| 27   | Arcanum                                    | 秘方                          |
| 28   | Miracolo                                   | 奇蹟                          |
| 29   | Granfia                                    | 鉤爪                          |
| 30   |                                            | 嘆息的人偶 鐘樓版本           |

## 衍生作品

### 漫畫
標題同是月光嘉年華，由繪畫，擔當劇本，主要角色和遊戲一樣，但亦有一些新角色。於Champion RED 草苺連載，後移至月刊Champion RED2007年4月號至2008年2月號，單行本全兩卷，中文版由東立出版社代理發行。

### 小說
，著，插畫，由小學館的輕小說文庫Gagaga文庫發行，全三卷。原作外傳的作品，時間軸在原作之前，主要描述自動機械人偶兄妹諾維拉（Novela）和福拉（Fora）的故事，部分原作的人物也會以配角的形式登場。
- 第一卷：2007年5月24日發售。ISBN 4094510109
- 第二卷：2007年8月22日發售。ISBN 4094510225
- 第三卷：2008年4月19日發售。ISBN 4094510652

### 廣播劇CD
《狂亂的生日》，由TEAM Entertainment於2008年5月8日發售。內容主要描述「安娜人偶結局」後的日常生活。
- CHAPTER:01 aperitivo
- CHAPTER:02 antipasto
- CHAPTER:03 contorno
- CHAPTER:04 primo piatto
- CHAPTER:05 secondo piatto
- CHAPTER:06 caffè
- CHAPTER:07 dolce
- CHAPTER:08 digestivo
- CHAPTER EXTRA 復活的小丑